# Contea di McPherson (Dakota del Sud)
La contea di McPherson ( in inglese McPherson County ) è una contea dello Stato del Dakota del Sud, negli Stati Uniti. La popolazione al censimento del 2000 era di 2 904 abitanti. Il capoluogo di contea è Leola.